# Notation de Leibniz

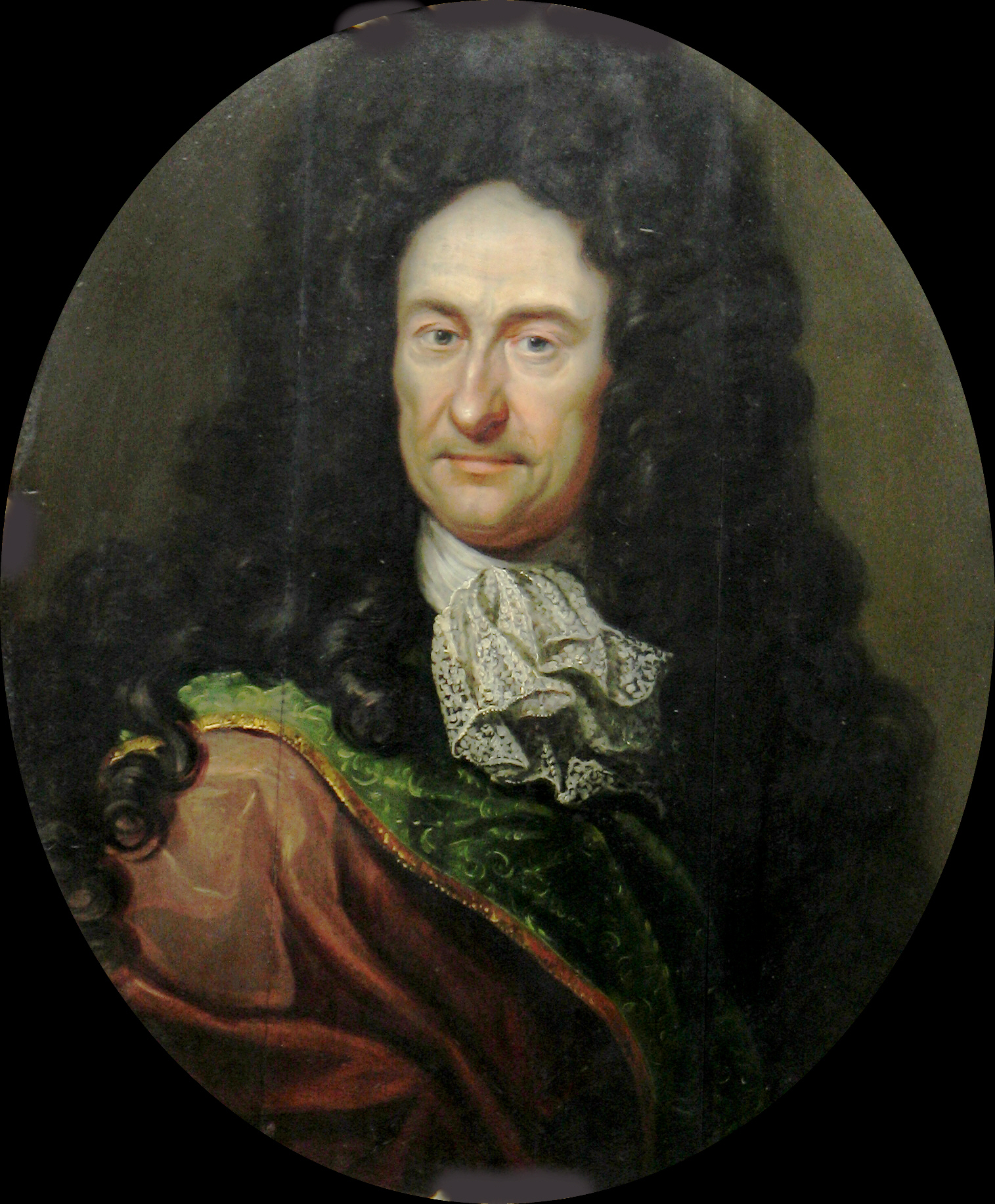
Portrait de Gottfried Wilhelm Leibniz

En analyse, la notation de Leibniz, nommée en l'honneur de Gottfried Wilhelm Leibniz, consiste en l'usage des notations « d droit » (d) suivies d'une quantité x pour représenter une variation infinitésimale de x, de même que « delta » (Δ) sert à représenter une variation finie. Par extension, c'est une notation couramment utilisée pour écrire les dérivées.
En physique, cette notation est interprétée comme une modification infinitésimale (de position, de vitesse...) ou un échantillon infinitésimal (de longueur, de surface, de volume...).

## Détails
Pour Leibniz, la dérivée d'une fonction y par rapport à x était le quotient d'une différence infinitésimal de y par une différence infinitésimal de x. Elle s'écrit en termes modernes comme la limite suivante :
{\displaystyle \lim _{\Delta x\to 0}{\frac {\Delta y}{\Delta x}}={\frac {\mathrm {d} y}{\mathrm {d} x}}}
Nous pouvons établir une correspondance entre, respectivement, la dérivée d'une fonction f par rapport à t selon les notations de Leibniz, Lagrange et Newton.
{\displaystyle {\frac {\mathrm {d} f}{\mathrm {d} t}}(t)=f'(t)={\dot {f}}(t)}.
Plus généralement, la dérivée nième de la fonction ci-dessus se note ainsi selon Leibniz :
{\displaystyle {\frac {\mathrm {d} ^{n}f}{\mathrm {d} t^{n}}}(t)}
De façon similaire, l’intégrale de la fonction {\displaystyle f} sur l’intervalle {\displaystyle \left[a;b\right]}, aujourd'hui définie par 
{\displaystyle \lim _{\Delta _{i}x\to 0}{\sum _{n}{f(x_{n})\,{\Delta _{n}x}}}}
avec {\displaystyle {\Delta _{n}x}=x_{n+1}-x_{n}\geq 0,\ \sum _{n}{\Delta _{n}x}=b-a,\ x_{0}=a},
était interprétée par Leibniz comme la somme d'une infinité de quantités infinitésimales. En utilisant la lettre ſ (S long) pour noter cette somme, cela donna la notation moderne de l'intégrale :
{\displaystyle \int f\left(x\right)\;\mathrm {d} x}.